# Bernard Cribbins
Bernard Joseph Cribbins OBE (* 29. Dezember 1928 in Oldham, Lancashire, England; † 27. Juli 2022 in England) war ein britischer Schauspieler und Sänger.

## Leben
Cribbins war bereits mit 13 Jahren bei einem lokalen Theater der Assistent des Inspizienten. Er diente nach dem Ende seiner Schulzeit bei den Luftlandetruppen des British Parachute Regiment. Nachdem er zunächst am Theater in seiner Heimatstadt aufgetreten war, erhielt er 1956 sein erstes Engagement am Londoner West End in einer Produktion von Die Komödie der Irrungen. Im gleichen Jahr begann er auch seine Fernsehkarriere mit der Darstellung des Thomas Traddles in einer BBC-Fernsehadaption von David Copperfield nach Charles Dickens. Einen der Titel aus der West-End-Revue An’ Another Thing nahm er 1960 als Single auf, The Folk Song erreichte Position 66 der britischen Singlecharts. 1962 erreichten drei weitere seiner Singles die britischen Charts, wobei sich Hole in the Ground und Right Said Fred in den Top 10 platzieren konnten. Letzterer Titel war später namensgebend für die gleichnamige Band.
Cribbins hatte in den 1960er Jahren Auftritte in verschiedenen britischen Filmkomödien, darunter in Auch die Kleinen wollen nach oben und Casino Royale an der Seite von Peter Sellers sowie in drei Filmen der Carry-On-Filmreihe. Zudem spielte er in der Spielfilmversion der Fernsehserie Doctor Who mit Peter Cushing in der Titelrolle. In Großbritannien war Cribbins auch als Synchronsprecher bekannt, insbesondere durch seine Erzählerrolle in der Puppentrickserie Die Wombles. Er trat in Gastrollen in verschiedenen Fernsehserien auf und arbeitete auch als Erzähler für Radioproduktionen der BBC. 1969 bis 1970 hatte er seine eigene Personality-Show im britischen Fernsehen und zwischen 1966 und 1991 war er einer der Geschichtenerzähler der Kindersendung Jackanory, in der unter anderem auch Peter Sellers und Prinz Charles vorlasen. Mit 111 Episoden war Cribbins der am häufigsten eingesetzte Erzähler, er las unter anderem aus Alice im Wunderland, Der Hobbit und Der Zauberer von Oz.
Von 2007 bis 2010 spielte er in zehn Folgen der neuaufgelegten Science-Fiction-Serie Doctor Who die wiederkehrende Rolle des Großvaters Wilfred Mott. Jene Rolle übernahm er erneut für das sechzigjährige Jubiläum der Serie, welches 2023 ausgestrahlt wurde und seinen finalen Auftritt vor der Kamera darstellte. Schon 1966 hatte er eine bedeutende Rolle im nicht-kanonischen Dr.-Who-Kinofilm Dr. Who – Die Invasion der Daleks auf der Erde 2150 n. Chr. Cribbins war auch im hohen Alter noch schauspielerisch tätig, so folgten Gastrollen in bekannten Serien wie Inspector Barnaby und die Hauptrolle in der Kinderserie Old Jack’s Boat zwischen 2013 und 2015.
Cribbins war von 1955 bis zu ihrem Tod 2021 mit Gillian McBarnet verheiratet. Sie hatten keine Kinder. Cribbins starb im Juli 2022 im Alter von 93 Jahren.

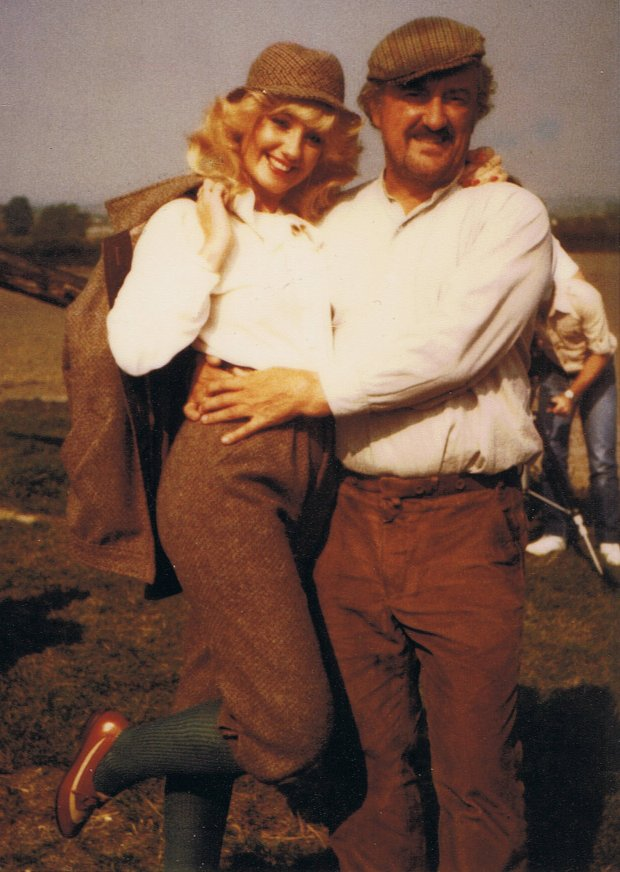
Cribbins Anfang der 80er Jahre mit Susie Silvey bei den Dreharbeiten zu der TV-Serie Cuffy

## Filmografie (Auswahl)
- 1956: David Copperfield (Fernsehserie, 6 Folgen)
- 1957: Yangtse-Zwischenfall (Yangtse Incident: The Story of H.M.S. Amethyst)
- 1958: Dünkirchen (Dunkirk)
- 1959: Die grüne Minna (Two-Way-Stretch)
- 1960: Einmal China und zurück (Visa to Canton)
- 1960: Die Welt der Suzie Wong (The World of Suzie Wong)
- 1963: Gentlemenkillers (The Wrong Arm of the Law)
- 1963: Auch die Kleinen wollen nach oben (The Mouse on the Moon)
- 1964: Ist ja irre – ’ne abgetakelte Fregatte (Carry On Jack)
- 1964: Ist ja irre – Agenten auf dem Pulverfaß (Carry On Spying)
- 1965: Herrscherin der Wüste (She)
- 1965: Fußballfieber (Cup Fever)
- 1966/1968: Mit Schirm, Charme und Melone (The Avengers; Fernsehserie, 2 Folgen)
- 1966: Dr. Who – Die Invasion der Daleks auf der Erde 2150 n. Chr. (Daleks’ Invasion Earth: 2150 A.D.)
- 1967: Casino Royale
- 1968: Der Spinner (Don’t Raise the Bridge, Lower the River)
- 1969–1970: Cribbins (Fernsehserie, 12 Folgen)
- 1970: Jeden Morgen hält derselbe Zug (The Railway Children)
- 1972: Frenzy
- 1973–1975: Die Wombles (The Wombles; Fernsehserie, 50 Folgen, als Erzähler)
- 1975: Fawlty Towers (Fernsehserie, Folge The Hotel Inspectors)
- 1976: Mondbasis Alpha 1 (Space: 1999; Fernsehserie, Folge Brian the Brain)
- 1978: Die Abenteuer des Herrn Picasso (Picassos äventyr)
- 1978: Der kleine Schornsteinfeger auf dem Meeresgrund (The Water Babies)
- 1981: Die Vogelscheuche (Worzel Grummidge; Fernsehserie, Folge Golden Hind)
- 1983: Cuffy (Fernsehserie)
- 1992: Mach’s nochmal, Columbus (Carry On Columbus)
- 2003: Blackball
- 2003: Coronation Street (Fernsehserie, 12 Folgen)
- 2007–2010, 2023: Doctor Who (Fernsehserie, 9 Folgen)
- 2013–2015: Old Jack’s Boat (Fernsehserie, 47 Folgen)
- 2014: Inspector Barnaby (Midsomer Murders; Fernsehserie, Folge The Flying Club)
- 2015: New Tricks – Die Krimispezialisten (New Tricks; Fernsehserie, 2 Folgen)
- 2016: Ein Sommernachtstraum (A Midsummer Night’s Dream; Fernsehfilm)
- 2018: Ein Mops zum Verlieben (Patrick)

## Auszeichnungen
- 1971: Nominierung für den Britischen Filmpreis für The Railway Children
- 2010: Saturn-Award-Nominierung für Doctor Who
- 2011: Order of the British Empire